# Cryogenic Dark Matter Search
 (septembre 2023).
Si vous disposez d'ouvrages ou d'articles de référence ou si vous connaissez des sites web de qualité traitant du thème abordé ici, merci de compléter l'article en donnant les références utiles à sa vérifiabilité et en les liant à la section « Notes et références ».
 (septembre 2023).
Cryogenic Dark Matter Search (CDMS) est un projet américain pour tenter de détecter des WIMP (particules interagissant très faiblement), des particules qui constitueraient l'hypothétique matière noire. 
Ce projet se fonde sur l'utilisation de multiples cristaux refroidis à très basse température (silicium et germanium).
Dans une première version [Quand ?], ce projet était sous[pas clair] l'université Stanford, puis la version suivante [Quand ?] a été dans une mine souterraine de Soudan (Minnesota).